# Alex Papps
Alexander "Alex" Papps es un actor greco-australiano, más conocido por haber interpretado a Frank Morgan en la serie Home and Away.

## Biografía
Es hijo de Apollo y Richenda Papps ambos directores de teatro, tiene una hermana Selene.
En 1998 se graduó de la prestigiosa escuela de teatro Western Australian Academy of Performing Arts WAAPA.
Alex salió con la actriz Justine Clarke.

## Carrera
En 1985 apareció por primera vez en la popular serie australiana Neighbours donde interpretó a Ian en el episodio # 1.149, más tarde en 1987 apareció de nuevo en la serie ahora interpretando a Greg Davis, el joven que termina incendiando el caravan de Charlene Robinson. 
El 17 de enero de 1988 se unió al elenco principal de la exitosa serie australiana Home and Away donde interpretó a Frank Morgan, el hijo adoptivo de Pippa y Tom Fletcher hasta mayo de 1989, Papps regresó en 1991 donde interpretó a Frank hasta 1992, Alex regresó a la serie en el 2000  y el 2002 siendo su última aparición el 30 de mayo del mismo año luego de que su personaje decidiera regresar a Nueva York.
En 1989 interpretó a Nick Cardaci en la serie médica The Flying Doctors.
En el 2003 interpretó a Jamie Kingston el episodio "In the Dog House" de la serie policíaca Blue Heelers. Anteriormente había aparecido en esa misma serie en el 2000 interpretando a Stephen Farrow durante el episodio "Dead for Quids".
En el 2008 apareció en la serie policíaca City Homicide donde interpretó al superintendente de la policía Campbell Harland.

## Filmografía
Series de televisión
| Año         | Serie                 | Personaje                        | Notas                                    |
| ----------- | --------------------- | -------------------------------- | ---------------------------------------- |
| 2013        | The Time of Our Lives | Tom Reid                         | episodio # 1.7                           |
| 2012        | Australia on Trial    | William Hobbs                    | episodio "Massacre at Myall Creek"       |
| 2008        | City Homicide         | Superintendente Campbell Harland | episodio "Examination Day"               |
| 2003        | Blue Heelers          | Jamie Kingston                   | episodio "In the Dog House"              |
| 2002        | MDA                   | Dr. Hamish McGregor              | episodio "Damned If You Do/Damned If..." |
| 1988 - 2002 | Home and Away         | Frank Morgan                     | 237 episodios                            |
| 2001        | The Saddle Club       | Ben Lawrence                     | episodio "Star Quality"                  |
| 2000        | Stingers              | Derek Mason                      | episodio "A Marriage to Die For"         |
| 1997        | State Coroner         | Dr. Hamish Campbell              | episodio "Blood Sport"                   |
| 1989        | The Flying Doctors    | Nick Cardaci                     | 15 episodios                             |
| 1987        | Neighbours            | Greg Davis                       | 4 episodios                              |
| 1987        | The Henderson Kids II | Vinnie Cerantonio                | -                                        |
| 1985        | Prisoner              | Joven                            | episodio # 1.513                         |

Películas
| Año  | Título                     | Personaje | Notas                                                                                         |
| ---- | -------------------------- | --------- | --------------------------------------------------------------------------------------------- |
| 2006 | Five Moments of Infidelity | Anthony   | junto a Amanda Douge, Laura Gordon, David Woodley, Sally McDonald, Ben Anderson & Brett Swain |
| 1998 | Head On                    | Peter     | junto a Alex Dimitriades, Paul Capsis, Julian Garner, Elena Mandalis & Tony Nikolakopoulos    |

Presentador
| Año           | Programa    | Notas       |
| ------------- | ----------- | ----------- |
| 2005-presente | Play School | presentador |

Director y escritor
| Año        | Serie                                      | Notas                  |
| ---------- | ------------------------------------------ | ---------------------- |
| 2010, 2011 | Home and Away                              | 2 episodios - escritor |
| 2008       | The Mercy Seat                             | obra - director        |
| 2007       | Cryin' Out Loud: Riders to the Sea/Woyzeck | obra - director        |
| 2002       | Broken                                     | obra - director        |
| 1991       | The Marriage Of Fabio                      | obra - cantante        |

Teatro
| Año  | Obra                            | Personaje | Director (a)      | Teatro                    | Notas                                                                   |
| ---- | ------------------------------- | --------- | ----------------- | ------------------------- | ----------------------------------------------------------------------- |
| 2010 | Becky Shaw                      | Andrew    | Indira Carmichael | MTC Theatre               | junto a Kate Atkinson, Daniel Frederiksen, Amanda Levy & Judith Roberts |
| 2006 | Sleepless Night                 | -         | Nic Clark         | -                         | junto a Rebecca Bower, Ming-Zhu Hii & Darren Natale                     |
| 2004 | Gaudi and the Turtle            | -         | Sarah Kriegler    | -                         | junto a Vanessa Ellis, Heath McIvor & Alexandra Sangster                |
| 2003 | Stones In His Pockets           | -         | Nic Clark         | Griffith Regional Theatre | junto a David Hynes                                                     |
| 1996 | Emma                            | -         | David Fenton      | -                         | junto a Fiona Martinelli, Antonietta Morgillo & Lucy Taylor             |
| 1993 | Cinderella                      | -         | -                 | -                         | junto a Nicolle Dickson                                                 |
| 1991 | Mad Forest                      | -         | Janis Balodis     | Russell Street Theatre    | junto a Bruce Alexander, Nadia Coreno, Belinda Davey & Paul English     |
| 1990 | This Old Man Comes Rolling Home | -         | Gale Edwards      | Russell Street Theatre    | junto a Max Cullen, Merridy Eastman, Belinda McClory & Anne Phelan      |